# Malkinola insulanus
Malkinola insulanus es una especie de araña araneomorfa de la familia Linyphiidae. Es el único miembro del género monotípico Malkinola.

## Distribución
Se encuentra en Chile en la Isla Robinson Crusoe del Archipiélago Juan Fernández.